# ドウエル教授の首
『ドウエル教授の首』（ドウエルきょうじゅのくび、露: Голова профессора Доуэля、英: Professor Dowell's Head）は、ロシアの作家アレクサンドル・ベリャーエフによる1925年のSF短編小説（後に長編小説）。

## 経緯
短編形式の最初のバージョンは、1925年に「ラボーチャヤ・ガゼータ」（労働者新聞）紙に掲載された。同年「フシミールニー・スレダプイト」（世界開拓者）誌に連載開始。ベリャーエフは病気が悪化して身体が全く動かなかった期間の自伝的物語であり、「身体が無くても頭は何かを感じる事が出来るか」を伝えたかったとしている。

## ストーリー
ドウエル教授と助手のケルン博士は、人体の個別部分の独立した生命維持に関する医学的命題、殊に死体から頭部だけを切り取り生き続けさせる事に熱心に取り組んでいた。ケルンは喘息の発作の際に過剰な薬品を投与しドウエルを殺害する。ドウエル教授の頭部は現在も生き続けており、ケルン博士の研究に協力させられていた。当初ケルンは脅迫や拷問によって協力を引き出そうとして失敗したが、結局ドウエルはケルンの研究に対する科学的好奇心には勝てなかった。
ドウエルの世話のため新しい助手として女医マリー・ローランが雇われた。ケルンはドウエルが口が利けないよう処置をしていたが、マリー・ローランはドウエルの表情などからそれと察し、禁を破って空気栓を開けてドウエルとの会話を可能とした。ローランはケルンの策略を全て聞き終わると義憤に駆られた。ケルンは研究を続け、モルグから新たに2人の遺体を譲り受けると、これも生きている首とした。交通事故で死んだ30歳位の男性労働者のトマと流れ弾に当たって死んだ酒場の歌手ブリーケである。
ローランはドウエルとの会話をケルンに気付かれ研究所に監禁状態となってしまう。新たな2人の首はドウエルほど聞き分けは良くなかった。ブリーケの繰り返しの要求により、ケルンはブリーケの頭部を新しい身体に移植する決意をする。ドウエルの忠告により動物実験から始めるが、成功する確率は低い手術であった。再びモルグで美しく若々しい女性の遺体を確保するとブリーケの首を移植、奇跡的に手術は成功してブリーケは徐々に新しい身体に馴染んでいった。
ケルンが学会への発表のため自分を研究室に縛り付ける心算だと感付いたブリーケは隙を突いて脱走する。偶然にもブリーケに移植された身体はドウエルの息子の友人のガールフレンドのものであった。彼らは彼女の身体を認識した。2人は協力してケルンの息のかかった精神病院に囚われていたローランを解放した。ドウエルの息子とローランは、偽装されていたドウエルの首がカメラの前で真実を明らかにする手助けをした。ドウエル教授は死ぬ前に全てを語り、名誉が地に堕ちたケルン博士は自殺した。

## 科学的関連
現実の頭部移植手術はソビエト連邦とアメリカ合衆国で半ば成功したが、被験体は人間ではなく1日以内に死亡した。
生きている脳をロボットに移すという手段は、末期患者の救命手段の可能性として検討されている。

## 映像化
1979年に「ドウエル教授の首」の映像化作品『江利教授の怪奇な情熱』がフジテレビ系列の日曜恐怖シリーズ枠で放映された。
レオニード・メナケル監督により『ドウエル教授の首』（1984年）というタイトルで非常に大雑把に映画化された。この映画は原作の基本的前提のみを使用し、キャラクターとストーリーに多くの変更を加えている。
中国の物語に置き替えられた中国語版映画『呪われた屋敷の美人の首』（中: 凶宅美人头）は、1989年に西安映画スタジオにより製作された。

## 翻訳の一部
- 『暗黒星雲 生きている首 (少年少女世界推理文学全集 20)』 「生きている首」福島正実 訳、真鍋博 絵、あかね書房 1965年 全国書誌番号:45035684
- 『ベリヤーエフ 少年空想科学小説選集 3』「ドウエル博士の首」馬上義太郎 訳、武部本一郎 絵、岩崎書店、1968年 全国書誌番号:45039072
- 「ドウエル教授の首」（創元推理文庫）原卓也 訳、東京創元新社 1969年 全国書誌番号:75077784
- 『世界SF全集 第8巻（ベリャーエフ）』「ドウエル教授の首」袋一平 訳、早川書房 1969年 全国書誌番号:75009543
- 「生きている首 (SF少年文庫 9)」飯田規和 訳、武部本一郎 絵、岩崎書店、1971年 全国書誌番号:45005545
- 「合成人間ビルケ (SFこども図書館 18)」馬上義太郎 訳、井上洋介 絵、岩崎書店、1976年 ISBN 978-4-26592-218-5
- 「生きている首 (SFロマン文庫 9)」飯田規和 訳、岩崎書店、1986年 ISBN 978-4-26501-509-2
- 「いきている首 (冒険ファンタジー名作選 4)」馬上義太郎 訳、琴月綾 絵、岩崎書店、2003年 ISBN 978-4-26595-124-6
- 「ドウエル教授の首」田中隆 訳、未知谷 2013年 ISBN 978-4-89642-429-4